# Díaz (Uruguai)
Díaz és una entitat de població de l'Uruguai, a l'oest del departament de Treinta y Tres. És a 128 metres sobre el nivell del mar. Té una població aproximada d'un centenar d'habitants.